# FIPS-коды штатов США
FIPS-коды штатов США (англ. FIPS state codes) — двухбуквенные коды, определённые Федеральным стандартом по обработке информации 5-2 (англ. FIPS PUB 5-2) для идентификации штатов США и некоторых других связанных с США территорий. Стандарт FIPS PUB 5-2 заменил FIPS PUB 5-1 28 мая 1987 года и, в свою очередь, был заменён 2 сентября 2008 года стандартом ANSI INCITS 38:2009.
FIPS-коды штатов используются в Информационной системой географических названий, контролируемой Советом США по географическим названиям. Коды были присвоены Национальным институтом стандартов и технологий США (NIST), каждый код однозначно определяет штат, федеральный округ Колумбия или иную территорию США. Эти коды использовались Бюро переписи населения США, а также Министерством сельского хозяйства для формирования номеров молокоперерабатывающих заводов, контрольно-кассовых машин во время проверки, а также в Системе экстренного оповещения (EAS).
Федеральная комиссия по связи США ввела дополнительные числовые коды, используемые EAS для территориальных вод США, но они не являлись частью стандарта FIPS.
Буквенные FIPS-коды для всех штатов США и округа Колумбия идентичны почтовым кодам штатов, используемых Почтовой службой США. С 3 сентября 1987 года буквенные FIPS-коды идентичны почтовым кодам отдельных территорий США, за исключением внешних малых островов США, поскольку Почтовая служба отправляет почту на эти острова не напрямую. Каждый из этих малых островов имеет индивидуальный числовой код, но не имеет индивидуального буквенного кода (единый буквенный код присвоен Внешним малым островам в целом).
2 сентября 2008 года NIST отозвал десять федеральных стандартов обработки информации, включая FIPS 5-2.

## FIPS-коды штатов
В таблице приведены буквенные и числовые FIPS-коды штатов, округа Колумбия, свободно ассоциированных и подопечных территорий, а также числовые FIPS-коды внешних малых островов США.
Штаты США и округ Колумбия имеют числовые FIPS-коды в диапазоне от 01 до 56.
FIPS PUB 5-1 (опубликован 15 июня 1970 года, заменён FIPS PUB 5-2 28 мая 1987 года) ввёл числовые коды, «зарезервированные для возможного использования в будущем при идентификации Американского Самоа (03), Зоны канала (07), Гуама (14), Пуэрто-Рико (43) и Виргинских островов (52)», но эти коды были опущены в FIPS PUB 5-2 без комментариев. Эти регионы отмечены в таблице * и выделены красным.
Для штатов столбец «Статус» в таблице ниже содержит ссылку на список округов (для Аляски — районов переписи (боро); для Луизианы — приходов) этого штата, включая коды округов, как это определено в FIPS PUB 6-4.
| Название                      | Буквенный код | Числовой код | Статус                                                                        |
| ----------------------------- | ------------- | ------------ | ----------------------------------------------------------------------------- |
| Алабама                       | AL            | 01           | Штат; Округа                                                                  |
| Аляска                        | AK            | 02           | Штат; Боро                                                                    |
| Американское Самоа            | AS            | 60           | Неинкорпорированная неорганизованная территория США                           |
| Американское Самоа *          |               | 03           | (Резервный код FIPS 5-1)                                                      |
| Аризона                       | AZ            | 04           | Штат; Округа                                                                  |
| Арканзас                      | AR            | 05           | Штат; Округа                                                                  |
| Остров Бейкер                 |               | 81           | Неинкорпорированная неорганизованная территория США                           |
| Калифорния                    | CA            | 06           | Штат; Округа                                                                  |
| Зона Панамского канала *      |               | 07           | (Резервный код FIPS 5-1)                                                      |
| Колорадо                      | CO            | 08           | Штат; Округа                                                                  |
| Коннектикут                   | CT            | 09           | Штат; Округа                                                                  |
| Делавэр                       | DE            | 10           | Штат; Округа                                                                  |
| округ Колумбия                | DC            | 11           | Федеральный округ                                                             |
| Флорида                       | FL            | 12           | Штат; Округа                                                                  |
| Федеративные Штаты Микронезии | FM            | 64           | Ассоциированное государство                                                   |
| Джорджия                      | GA            | 13           | Штат; Округа                                                                  |
| Гуам *                        |               | 14           | (Резервный код FIPS 5-1)                                                      |
| Гуам                          | GU            | 66           | Неинкорпорированная организованная территория США                             |
| Гавайи                        | HI            | 15           | Штат; Округа                                                                  |
| Хауленд                       |               | 84           | Неинкорпорированная неорганизованная территория США                           |
| Айдахо                        | ID            | 16           | Штат; Округа                                                                  |
| Иллинойс                      | IL            | 17           | Штат; Округа                                                                  |
| Индиана                       | IN            | 18           | Штат; Округа                                                                  |
| Айова                         | IA            | 19           | Штат; Округа                                                                  |
| Остров Джарвис                |               | 86           | Неинкорпорированная неорганизованная территория США                           |
| Атолл Джонстон                |               | 67           | Неинкорпорированная неорганизованная территория США                           |
| Канзас                        | KS            | 20           | Штат; Округа                                                                  |
| Кентукки                      | KY            | 21           | Штат; Округа                                                                  |
| Риф Кингмен                   |               | 89           | Неинкорпорированная неорганизованная территория США                           |
| Луизиана                      | LA            | 22           | Штат; Приходы                                                                 |
| Мэн                           | ME            | 23           | Штат; Округа                                                                  |
| Маршалловы Острова            | MH            | 68           | Ассоциированное с США государство                                             |
| Мэриленд                      | MD            | 24           | Штат; Округа                                                                  |
| Массачусетс                   | MA            | 25           | Штат; Округа                                                                  |
| Мичиган                       | MI            | 26           | Штат; Округа                                                                  |
| Мидуэй                        |               | 71           | Неинкорпорированная неорганизованная территория США                           |
| Миннесота                     | MN            | 27           | Штат; Округа                                                                  |
| Миссисипи                     | MS            | 28           | Штат; Округа                                                                  |
| Миссури                       | MO            | 29           | Штат; Округа                                                                  |
| Монтана                       | MT            | 30           | Штат; Округа                                                                  |
| Навасса                       |               | 76           | Неинкорпорированная неорганизованная территория США                           |
| Небраска                      | NE            | 31           | Штат; Округа                                                                  |
| Невада                        | NV            | 32           | Штат; Округа                                                                  |
| Нью-Гэмпшир                   | NH            | 33           | Штат; Округа                                                                  |
| Нью-Джерси                    | NJ            | 34           | Штат; Округа                                                                  |
| Нью-Мексико                   | NM            | 35           | Штат; Округа                                                                  |
| Нью-Йорк                      | NY            | 36           | Штат; Округа                                                                  |
| Северная Каролина             | NC            | 37           | Штат; Округа                                                                  |
| Северная Дакота               | ND            | 38           | Штат; Округа                                                                  |
| Северные Марианские Острова   | MP            | 69           | Неинкорпорированная организованная территория, свободно ассоциированная с США |
| Огайо                         | OH            | 39           | Штат; Округа                                                                  |
| Оклахома                      | OK            | 40           | Штат; Округа                                                                  |
| Орегон                        | OR            | 41           | Штат; Округа                                                                  |
| Палау                         | PW            | 70           | Свободно ассоциированное с США государство                                    |
| Атолл Пальмира                |               | 95           | Инкорпорированная неорганизованная территория США                             |
| Пенсильвания                  | PA            | 42           | Штат; Округа                                                                  |
| Пуэрто-Рико *                 |               | 43           | (Резервный код FIPS 5-1)                                                      |
| Пуэрто-Рико                   | PR            | 72           | Неинкорпорированная организованная территория США                             |
| Род-Айленд                    | RI            | 44           | Штат; Округа                                                                  |
| Южная Каролина                | SC            | 45           | Штат; Округа                                                                  |
| Южная Дакота                  | SD            | 46           | Штат; Округа                                                                  |
| Теннесси                      | TN            | 47           | Штат; Округа                                                                  |
| Техас                         | TX            | 48           | Штат; Округа                                                                  |
| Внешние малые острова США     | UM            | 74           | Внешние малые острова США                                                     |
| Юта                           | UT            | 49           | Штат; Округа                                                                  |
| Вермонт                       | VT            | 50           | Штат; Округа                                                                  |
| Виргиния                      | VA            | 51           | Штат; Округа                                                                  |
| Виргинские Острова *          |               | 52           | (Резервный код FIPS 5-1)                                                      |
| Виргинские Острова            | VI            | 78           | Неинкорпорированная организованная территория США.                            |
| Уэйк                          |               | 79           | Неинкорпорированная неорганизованная территория США                           |
| Вашингтон                     | WA            | 53           | Штат; Округа                                                                  |
| Западная Виргиния             | WV            | 54           | Штат; Округа                                                                  |
| Висконсин                     | WI            | 55           | Штат; Округа                                                                  |
| Вайоминг                      | WY            | 56           | Штат; Округа                                                                  |

## Дополнительные коды для морских районов
Система экстренного оповещения (EAS) и служба погоды на радио NOAA, используют приведённые ниже коды в качестве дополнения к FIPS PUB 5-2 для определённых морских районов.
| Код EAS | Акватория |
| ------- | --- |
| 57      | Тихоокеанское побережье от штата Вашингтон до Калифорнии                                                     |
| 58      | Побережье Аляски                                                                                             |
| 59      | Побережье Гавайев                                                                                            |
| 61      | Воды Американского Самоа                                                                                     |
| 65      | Воды Марианских островов (включая Гуам)                                                                      |
| 73      | Атлантическое побережье от Мэна до Виргинии                                                                  |
| 75      | Атлантическое побережье от Северной Каролины до Флориды, а также побережье Пуэрто-Рико и Виргинских островов |
| 77      | Мексиканский залив                                                                                           |
| 91      | Озеро Верхнее                                                                                                |
| 92      | Озеро Мичиган                                                                                                |
| 93      | Озеро Гурон                                                                                                  |
| 94      | река Сент-Клэр, река Детройт и озеро Сент-Клэр                                                               |
| 96      | Озеро Эри |
| 97      | Ниагара и Озеро Онтарио                                                                                      |
| 98      | Река Святого Лаврентия                                                                                       |